# Sotsha Dlamini
Sotsha Ernest Dlamini (* 27. Mai 1940 in Mankayane; † 7. Februar 2017 in Nhlambeni, Manzini) war ein swasiländischer Politiker und von 1986 bis 1989 Premierminister.
Der in  Mankayane geborene Dlamini erhielt das Amt des Premierministers auf persönlichen Wunsch des im selben Jahr inthronisierten Königs Mswati III., der sich einen Reformer von außerhalb der Königsfamilie wünschte. Beruflich war Dlamini bis 1984 bei der Kriminalpolizei tätig. Danach, bis zu seinem Amtsantritt, arbeitete er als Chef des Sicherheitsdienstes auf einer Zuckerplantage.
Neben den wirtschaftlichen Reformen teilte er die königliche Position, die der Apartheidpolitik von Südafrika kritisch gegenüberstand und verdeckt den südafrikanischen African National Congress unterstützte. Während seiner Amtszeit wurde zwei Journalisten 60 Tage inhaftiert, weil sie den König kritisiert hatten.
Nach dem Ende seiner politischen Laufbahn wurde er Sicherheitschef der Swaziland Milling in Manzini. Seinen Ruhestand verbrachte er als Farmer.
Trotz seines Familiennamens gehörte er nicht zu den zahlreichen königlichen Familienmitgliedern, sondern war bürgerlicher Swasi. Dlamini verstarb am 7. Februar 2017 in Nhlambeni in der Region Manzini an den Folgen eines Sturzes. Er hinterließ seine Ehefrau und sieben Kinder.